# Perdita Durango
Pour plus de détails, voir Fiche technique et Distribution.
Perdita Durango est un film mexicano-espagnol réalisé par Álex de la Iglesia, sorti en 1997.

## Synopsis
Road movie délirant et violent entre le Mexique et les États-Unis, mêlant kidnapping, drogue, sexe, hold up et santeria.

## Fiche technique
- Titre : Perdita Durango
- Réalisation : Álex de la Iglesia
- Scénario : Barry Gifford, David Trueba, Álex de la Iglesia et Jorge Guerricaechevarría, d'après le roman 59 Degrees and Raining: The Story of Perdita Durango, de Barry Gifford
- Production : Pablo Barbachano, Fernando Bovaira, Andrés Vicente Gómez, Marco Gómez, Miguel Necoechea et Max Rosenberg
- Musique : Simon Boswell
- Photographie : Flavio Martínez Labiano
- Montage : Teresa Font
- Décors : José Luis Arrizabalaga et Biaffra
- Costumes : María Estela Fernández et Glenn Ralston
- Pays d'origine : Mexique, Espagne
- Format : Couleurs - 2,35:1 - Dolby Digital - 35 mm
- Genre : Comédie horrifique, action, policier et romance
- Durée : 126 minutes
- Dates de sortie : 
  - Espagne : 31 octobre 1997
  - Belgique : 23 juillet 1998
  - France : 9 novembre 1998 (province[1]), 13 juin 1999 (Paris), 22 septembre 2021 (reprise en salles)
  - Royaume-Uni : 29 janvier 1999
  - États-Unis : 21 décembre 1999 (vidéo)
- Classifications : 
  - Royaume-Uni : interdit aux moins de 18 ans par la BBFC[2]
  - France : interdit aux moins de 16 ans par le CNC, art et essai (visa d'exploitation no 91897 délivré le 28 mai 1998)[3]

## Distribution
- Rosie Perez (VF : Marie Vincent) : Perdita Durango
- Javier Bardem (VF : Marc Alfos) : Romeo
- Harley Cross (VF : Vincent Ropion) : Duane
- Aimee Graham : Estelle
- James Gandolfini (VF : Jacques Frantz) : Dumas
- Screamin' Jay Hawkins (VF : Benoît Allemane) : Adolfo
- Demian Bichir (VF : Thierry Wermuth) : Catalina
- Carlos Bardem (VF : Julien Kramer) : Reggie
- Santiago Segura (VF : José Luccioni) : Shorty Dee
- Harry Porter (VF : William Sabatier) : Ford
- Carlos Arau : Phillips
- Don Stroud (VF : Marc De Georgi) : Santos
- Alex Cox : Doyle
- Miguel Galván : Doug
- Regina Orozco : Lilly
- Roger Cudney (VF : Jean-Claude Balard) : Herbert
- Erika Carlson : Glory Ann
- William G. Stamper : Charly Park
- Gabriel Berthier : Technicien
- César Rodriguez (VF : Emmanuel Karsen) : Dedo Peralta
- David Villalpando (VF : Thierry Wermuth) : Skinny
- Forrie Smith (VF : Michel Vigné) : Armendariz
- Paco Pharrez (VF : Henri Djanik) : Nicky Bigfoot
- Will 'Nakhohe' Strickland : Provinio Momo « Le poing »
- Josefina Echánove : Grand-mère de Romeo
- Miguel Iglesias : Danny Mestiza
- Dewey Kellogg : Montana
- Marco Bacuzzi : Tony
- Abel Woolrich : Vieil homme au cimetière
- James Gooden : Manny Flynn
- Emily Blanton : Serveuse à l'aéroport
- Maya Zapata et Vadira Zapata : Filles mexicaines
- Andaluz Russell : Juana
- Salvador Gómez : Garde-frontière mexicain
- Kenny Jacobs : Conducteur
- Pam Risner : Femme
- Cheli Godínez : Vicky
- Katie Barberi : Hôtesse de l'air
- Norman Stone : Vieil homme
- Gerardo Zepeda 'Chiquilin' : Barman
- Lazaro Paterson : Prêtre
- Jessie Faller : Guichetière
- Adelina Sinohui : Belle femme
- Roberto Lopez : Homme dans la rue
- Paul Dapra et Craig Vincent : Policiers
- Steve Kennedy : Ambulancier

## Autour du film
- Le tournage s'est déroulé à Las Vegas, Nogales, Tijuana, Tucson et Xochimilco.
- Le personnage de Perdita Durango était apparu pour la première fois dans le roman de Barry Gifford Wild at Heart: The Story of Sailor and Lula, par la suite adapté au cinéma par David Lynch avec Sailor et Lula (1990).
- Rosie Perez prend donc la suite après Isabella Rossellini. De même, Don Stroud succède à J.E. Freeman pour le rôle de Marcello Santos.
- Le réalisateur espagnol Bigas Luna, qui fut le premier à s'intéresser au projet, avait pensé à Madonna, Javier Bardem et Dennis Hopper pour les rôles de Perdita, Romeo et Woody Dumas. Madonna quitta le projet et Victoria Abril devait prendre sa place. Plus tard, la production opta pour Johnny Depp et Ray Liotta pour les rôles de Romeo et Dumas. Finalement, le cinéaste quitta le projet et Álex de la Iglesia reprit la direction avec le casting actuel.

## Bande originale
- La Jaula De Oro, interprété par Los Tigres del Norte
- De Sinaloa A California, interprété par Banda El Recodo de Cruz Lizárraga
- Sonates pour flûte en C majeur. BWV 1033, composé par Johann Sebastian Bach
- Camel Walk, interprété par Southern Culture on the Skids
- Soul City, interprété par Southern Culture on the Skids
- Spanish Flea, interprété par Herb Alpert
- El Cartel De A Kilo, interprété par Los Tucanes de Tijuana
- Little Girl, interprété par Electric Playboys
- Rumberito, interprété par Roberto Contreras
- Pazzo Kids, interprété par R-Rhodes
- I Walk The Line, interprété par Johnny Cash
- Vera Cruz, composé par Hugo Friedhofer et Sammy Cahn
- El Puño De Polvo, interprété par Los Tucanes de Tijuana
- Something For Nothing, interprété par Glen Matlock
- I'm Lonely, composé par Jalacy Hawkins

## Distinctions

### Récompenses
- Mention spéciale, lors du Festival international du film fantastique de Bruxelles en 1998.
- Meilleur film et meilleure actrice pour Rosie Perez, lors du Fantafestival en 1998.
- Meilleur acteur pour Javier Bardem, lors des Fotogramas de Plata en 1998.
- Prix Goya du meilleur maquillage et le la meilleure coiffure pour José Quetglás et Mercedes Guillot en 1998.

### Nominations
- Prix Goya de la meilleure musique originale et des meilleurs costumes en 1998.
- Meilleur film, lors du Festival du film de Gramado en 1998.
- Meilleur acteur pour Javier Bardem, par la Spanish Actors Union en 1998.
- Meilleur film étranger, lors des Film Critics Circle of Australia Awards en 2001.